# Aquarium (Nachtclub)

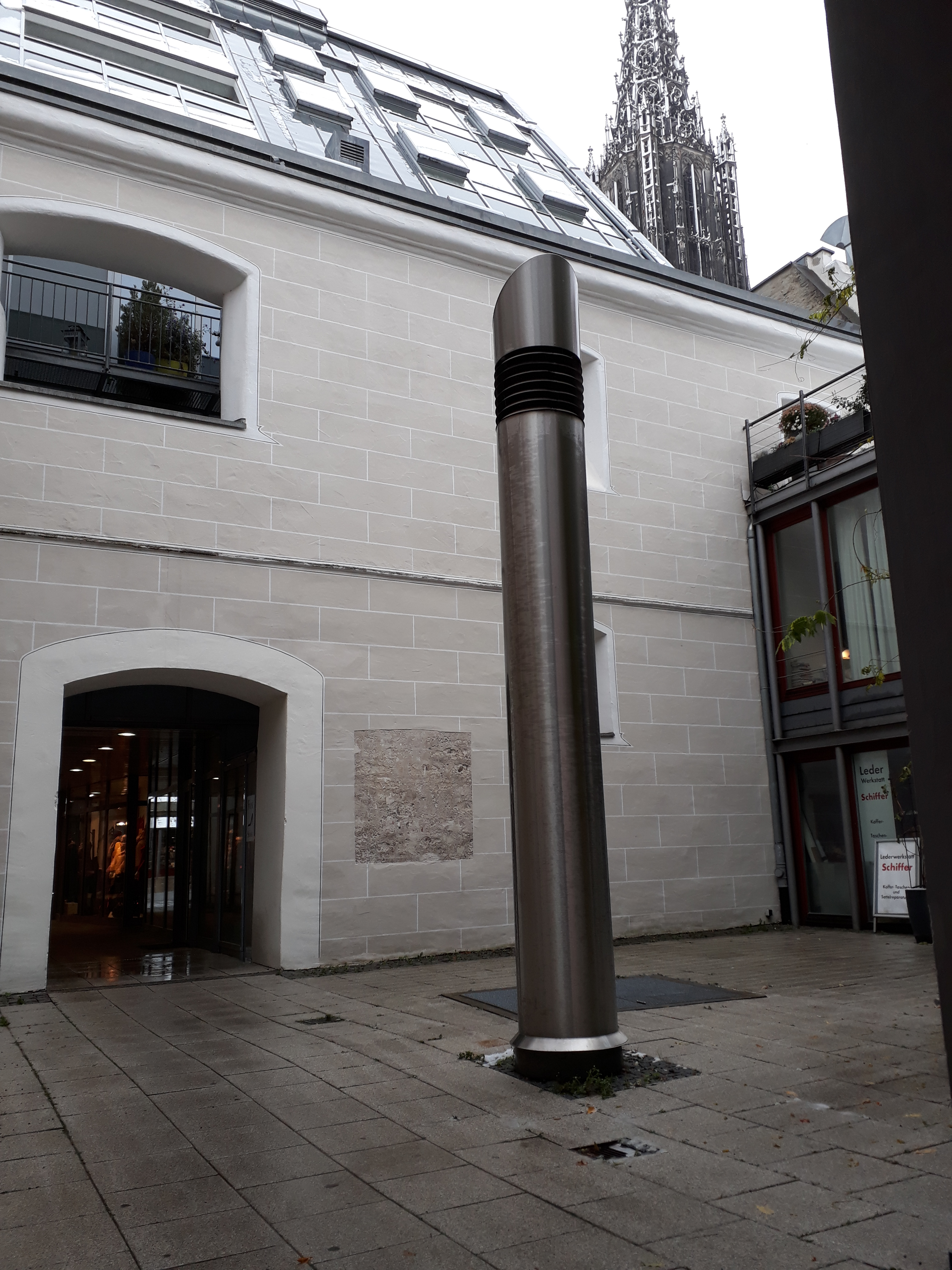
Innenhof des Aquariums in seiner heutigen Form (2018). Im Hintergrund das Ulmer Münster

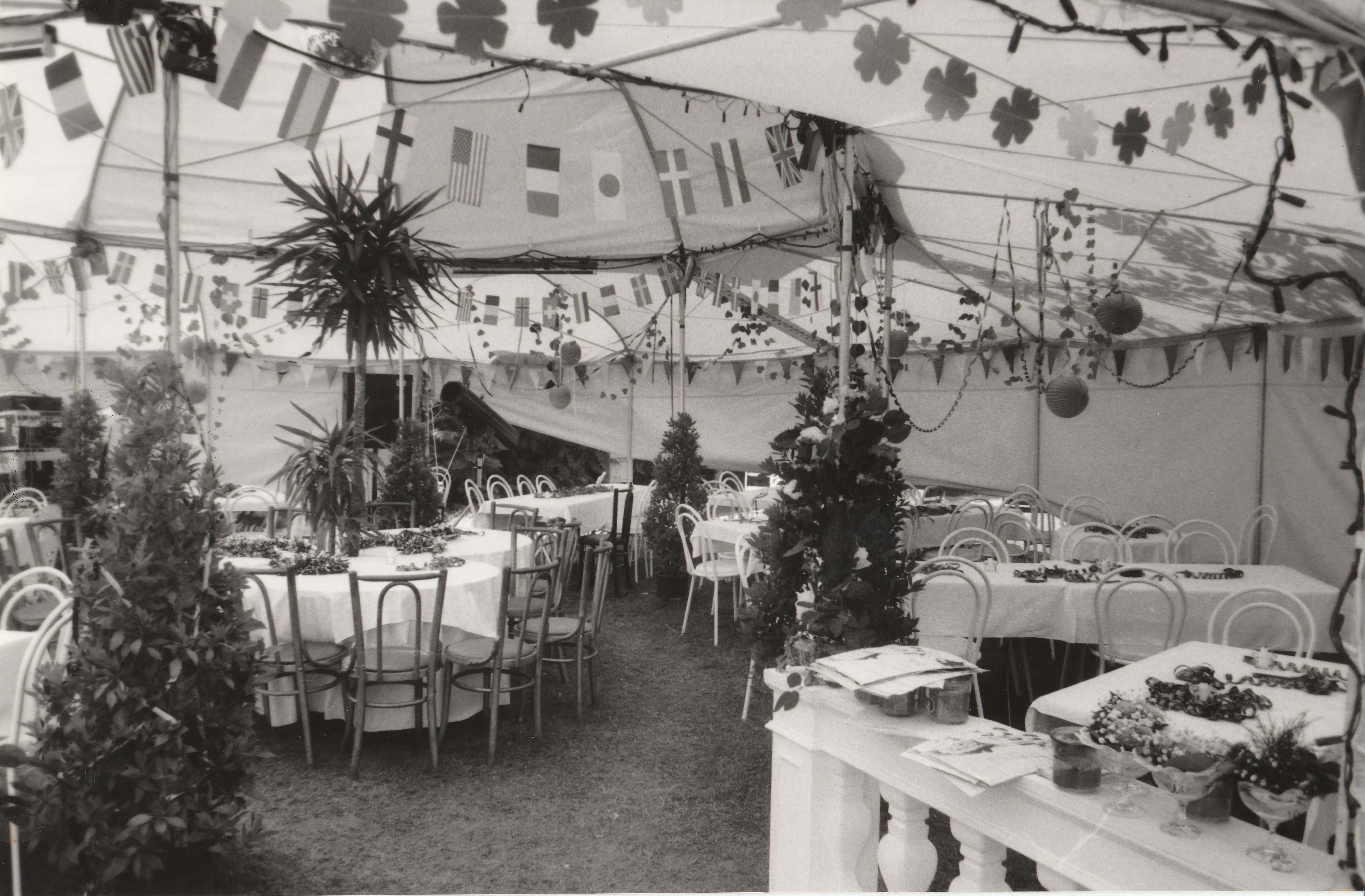
Aquarium, dekorierter Innenhof

Manfred Zauter (dunkler Sakko) mit Crew

Garry Lottermoser im Aquarium

Das Aquarium war ein Nachtclub in der Ulmer Altstadt. Überregional bekannt wurde es für seine prominenten Gäste und auch für seine ausschweifenden Partys.

## Geschichte
Das Aquarium wurde von den Gastronomen Garry Lottermoser und Manfred Zauter von 1966 bis 1999 in Ulm in der Kohlgasse 20 in der Altstadt betrieben.
Viele deutsche und internationale Prominente wie zum Beispiel Curd Jürgens, Udo Jürgens, Hildegard Knef, Nina Hagen, die Spider Murphy Gang, Nana Mouskouri, oder Wolfgang Ambros besuchten das Lokal regelmäßig, wenn sie sich in Ulm aufhielten. Aber auch Weltstars wie Deep Purple oder Freddie Mercury (Sänger der Band Queen) gehörten zu den regelmäßigen Besuchern. Freddie Mercury feierte am 7. September 1985 im Aquarium sogar seinen 39. Geburtstag nach und unterhielt zu Lottermoser und Zauter eine innige Freundschaft bis zu seinem Tod 1991. Auch lud er die beiden regelmäßig zu seinen Konzerten ein.
Laut Manfred Zauter orientieren sich auch andere Gastronomen an seinem Lokal (ugs. Glitzerbistro) wie zum Beispiel Kai’s Bistro in München. Kai’s Bistro war ebenso pompös mit Champagnerkübeln, Filmplakaten, Fotos der prominenten Gäste, großen goldfarbenen barocken Zierspiegeln und Plüschsofas dekoriert wie das Aquarium. Auch im Bereich Themen-Partys mit Dresscode hatte das Aquarium eine Vorreiterrolle. Größeres mediales Aufsehen errang das Aquarium am 9. Juli 1988 mit dem angeblichen Besuch von Michael Jackson – erst später wurde bekannt, dass es sich tatsächlich um einen Doppelgänger handelte.
Bekanntes überliefertes Bonmot war als Freddie Mercury bei einem Fest sich des Smokings entledigte und mit freien Oberkörper weiter feierte. Als eine Ulmer Geschäftsfrau sich darüber mokierte, habe Mercury geantwortet: „Du kannst dich ja auch ausziehen. Das macht mir gar nichts.“